# Johann Baptist Hagenauer
Johann Baptist Hagenauer von Hagenau (* 22. Juni 1732 in Straß bei Freilassing – damals im Fürstbistum Salzburg, heute in Oberbayern gelegen; † 10. September 1810 in Wien) war ein Salzburger Bildhauer.

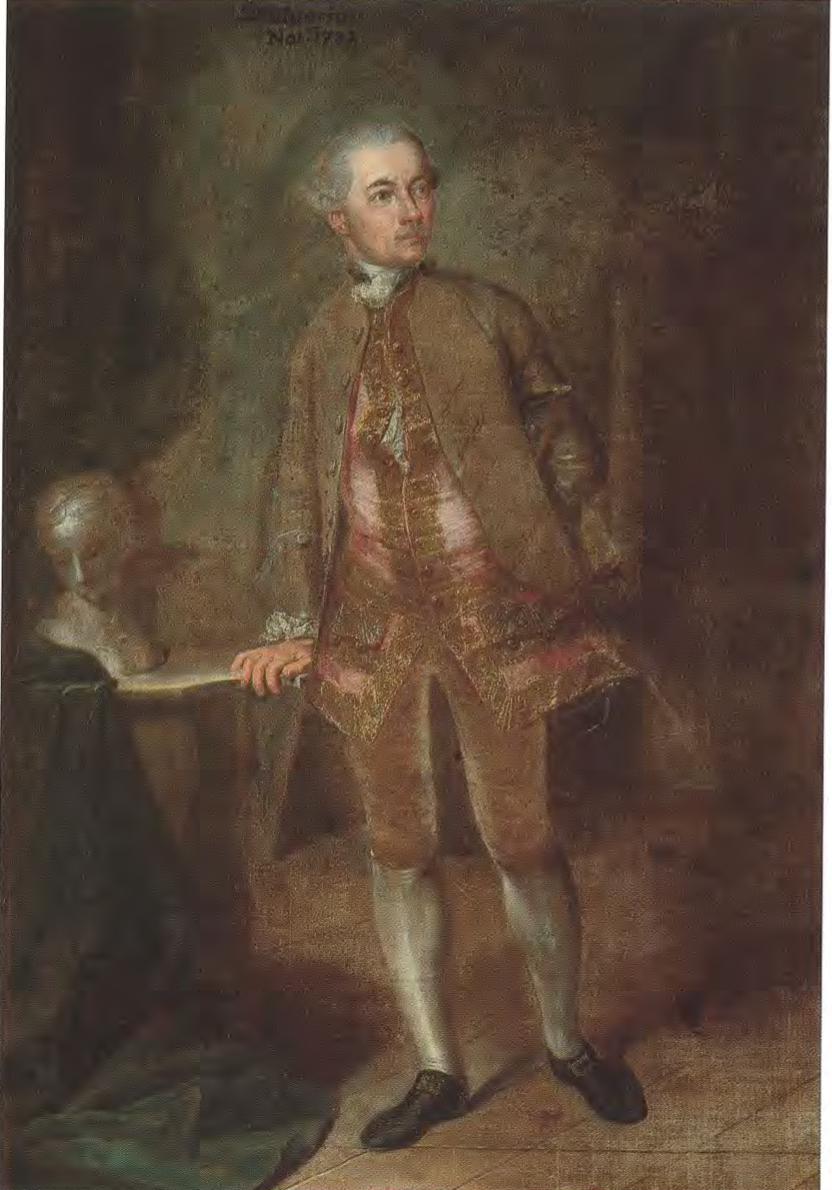
Portrait des Johann Baptist Hagenauer, gemalt von seiner Gattin Rosa Barducci-Hagenauer

## Ausbildung

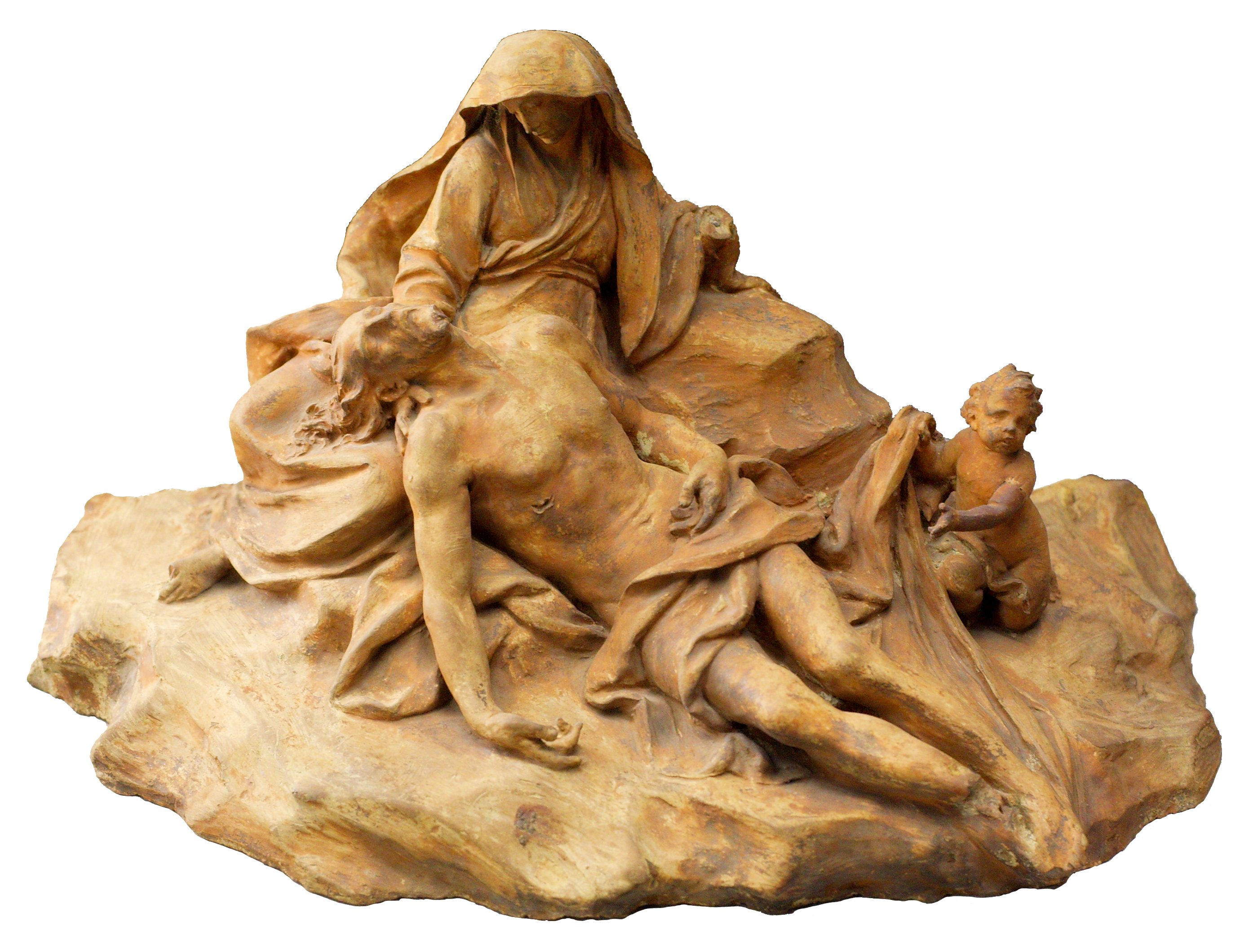
Terrakotamodell einer Pieta von Johann Baptist Hagenauer

Johann Baptist wurde als viertes von elf Kindern am Hagenauerischen Amangut in Straß (heute Gemeinde Ainring) geboren, das damals im Fürsterzbistum Salzburg lag. Seine Brüder waren die beiden Salzburger Architekten Wolfgang Hagenauer und Johann Georg von Hagenauer. Zunächst wurde er von Johann Georg Itzlfeldner, einem Bildhauer aus Tittmoning, unterrichtet. Mit finanzieller Unterstützung Erzbischof Graf Sigismund Schrattenbachs und seines Onkels Lorenz Hagenauer war es ihm möglich, ab 1754 ein Studium bei Jakob Christoph Schletterer an der Wiener Akademie der bildenden Künste zu beginnen. Seine Begabung und seine äußerst raschen Fortschritte bewegten Erzbischof Schrattenbach, ihn ab 1759 auch bei seinem Studien an der Accademia Clementina in Bologna, später in Florenz und in Rom, finanziell zu unterstützen. Aus Italien brachte er viele Auszeichnungen und Preise sowie etliche Abgüsse von antiken Skulpturen mit.

## Ehen
Seine erste Frau Maria Rosa, geb. Barducci, lernte Johann Baptist bei einem Aufenthalt in Florenz kennen, die er am 26. November 1764 im Salzburger Dom heiraten konnte. Als Salzburger Bürger war es ihm verboten, im Ausland die Staatsbürgerin eines fremden Landes ohne Zustimmung des Landesherren zu heiraten. Maria Rosa war Malerin und stammte aus einer Künstlerfamilie von Malern, ihr Vater war Giuseppe de Barducci, ein Augsburger Miniaturmaler mit italienischen Wurzeln. Sie diente ihrem Mann Johann Baptist immer wieder als Modell für Skulpturen, die bekannteste ist wohl die Marienstatue am Salzburger Domplatz. Auch im Nymphenburger Schlosspark und im Schlosspark von Schönbrunn in Wien lässt sich ihre Figur und ihr Gesicht in vielen Statuen wiedererkennen. Maria Rosa Barducci starb 1786 in Wien. Sieben Jahre danach heiratete Johann Baptist von Hagenauer am 16. Juni 1793 die um 40 Jahre jüngere Offizierstochter und Elisabeth Weber (1772–1839) im Wiener Stephansdom. Elisabeth Weber war ausgebildete Medailleurin, Bildhauerin und Stempelschneiderin in Wachs, was damals als "Wachsmedailleurin" bezeichnet wurde.

## Wirken
1761 wurde Johann Baptist Hagenauer durch Erzbischof Graf Sigismund Schrattenbach zum erzbischöflichen Galerie-Inspektor ernannt, bald darauf zum höfischen Hofstatuarius im Range eines Hoftruchsess. Durch seine Standeserhebung hatte er das Recht „an der Tafel der Edelknaben“ zu sitzen. Durch seinen künstlerischen Erfolg, aber sicherlich auch durch die Ausstrahlung seiner (nach Meinung der Salzburger Zeitgenossen) bildschönen und auch künstlerisch sehr begabten Frau, wurde er zu einem der führenden und gefragtesten Künstler Salzburgs.
1765 gestaltete Johann Baptist die (aus Zeitmangel in Stuck angelegten) Reliefs der Innsbrucker Triumphpforte anlässlich der Hochzeit von Erzherzog Leopold mit der spanischen Prinzessin Maria Ludovica. Die Reliefs wurden 1774 durch Balthasar Ferdinand Moll in Marmor ausgeführt. Johann Baptist war in den folgenden Salzburger Jahren der Zusammenarbeit mit seinem älteren Bruder Wolfgang sicherlich der bestimmende und treibende Teil. Der ältere Wolfgang erlangte vorerst nicht die gleiche Anerkennung wie sein Bruder, der seinerzeit auch dem jüngeren Johann Baptist an die Kunstakademie nach Wien gefolgt war. Später kümmerte sich Johann Baptist um seinen jüngsten Bruder Johann Georg, der als Architekt zuerst in Kärnten und später in Passau eine große Karriere machen sollte.
Nach dem Tod seines Salzburger Gönners Erzbischof Sigismund Graf Schrattenbach und dem Bruch mit dessen Nachfolger Erzbischof Hieronymus von Colloredo verließ er 1771 enttäuscht Salzburg und arbeitete fortan für den Münchner Hof (Schloss Nymphenburg) und den Wiener Hof (Schloss Schönbrunn). Dort schuf er mehrere großformatige Skulpturen und den linken Brunnen im Vorhof von Schönbrunn. Kaiserin Maria Theresia hielt sich immer wieder in der Werkstatt von Johann Baptist von Hagenauer auf, um den Fortschritt der Skulpturen zu betrachten. Sie lobte seinen Fleiß und sein Können und wiederholte mehrmals die Worte: „Salzburger, Eure Statuen gefallen mir am besten, noch vor allen was ich gesehen habe“.
1774 wurde der Bildhauer durch Unterstützung des Staatskanzlers Fürst Wenzel Anton Kaunitz zum Direktor der Bildhauerklasse der Wiener Akademie bestellt, 1779 übernahm er zudem noch die dortige Erzverschneiderklasse. Dies brachte ihm den Neid vieler Professoren an der Akademie ein, was schließlich in einer Intrige endete. Daneben gründete er eine Firma, die antike Skulpturen und Reliefs reproduzierte. Diese wurden dann entweder bronziert oder „antique patiniert“. Hagenauer hatte mehrere Lehrjungen und Schüler, darunter Johann Lederwasch (1755–1827), den Porträtmodelleur und Bildhauer Leonhard Posch (1750–1831) sowie der Bildhauer und Grafiker Joseph Mattersberger (1754–1825). 1783 gab Johann Baptist von Hagenauer das Werk Nouveaux Dessins de Differens Ornemens de Meubles und 1791 das Lehrbuch Unterricht von der Proporzion des Menschen, vom Perspektive, wie auch von der Lichtes- und Schattenlehre sowie 40 Hefte mit Ornamentstichen heraus. Er schuf zudem folgende Altäre: Schottenfelder Kirche in Wien, Kirche Maria zum guten Rat in Böckstein im Gasteinertal, Pfarrkirche Köstendorf bei Salzburg, Pfarrkirche Mülln und Stiftskirche Nonnberg (letztgenannte in der Stadt Salzburg).

## Stil
Johann Baptist Hagenauer begann seine Laufbahn mit vielen Kleinplastiken im Stil des Rokoko. Nach seinem Wien- und anschließendem Italienaufenthalt sollte sich sein Stil zu einem strengen Klassizismus wandeln. Bald wagte er sich auch an große Plastiken, die zunehmend klassizistisch wurden: Er schuf u. a. die Skulpturen auf beiden Seiten des Sigmundstores (1767) und die große Skulptur der Maria Immaculata am Domplatz (1766/1771).

## Familie
Ein maßgeblicher Förderer von Johann Baptist Hagenauer und dessen Brüdern Wolfgang Hagenauer und Johann Georg Hagenauer war deren Onkel Johann Lorenz von Hagenauer (1712–1792). Dieser sehr vermögende Salzburger Kaufmann war unter anderem auch der Besitzer des Geburtshauses von Wolfgang Amadeus Mozart in der Getreidegasse sowie ein Freund und Förderer der Familie Mozart und von Michael Haydn. Auch Johann Lorenz von Hagenauers Sohn Kajetan Rupert Hagenauer förderte als Abt Dominikus von St. Peter die drei Künstler-Brüder-Hagenauer bis zu seinem Tod.